# Євзеров Володимир Едуардович
Володимир Едуардович Євзеров (нар. 19 лютого 1954, Черкаси) — російський композитор і співак, Заслужений артист Російської Федерації (2004).

## Біографія
Навчався одночасно у загальноосвітній та музичній школах. На початку 1970-х років поступив до будівельного технікуму в Ульяновську, став активно займатися музикою, брати участь у художній самодіяльності. Деякий час працював за фахом.
Перебравшись до Москви, закінчив Московську академію культури, працював завідувачем музичною частиною в театрі-студії. Почав писати музику, але довгий час складав її «в стіл». Починав писати пісні, працюючи над віршами поетів-класиків — Анни Ахматової, Бориса Пастернака, Марини Цвєтаєвої, Миколи Мінського, Арсенія Несмєлова, вагантів, Роберта Бернса, класичних поетів Сходу.
Як композитор популярність отримав лише після знайомства з Валерієм Леонтьєвим, який став виконувати його пісні. У реперутарі Леонтьєва більше 30 пісень Євзерова. Згодом пісні Євзерова увійшли в репертуар таких артистів, як Йосип Кобзон, Софія Ротару, Микола Басков, Філіп Кіркоров, Микола Караченцов, Любов Успенська, Вадим Казаченко, Тамара Гвердцителі, Азіза, Вітас, Єфим Шифрін, Катерина Шавріна, Надія Кригина, Марк Тішман, Хор Турецького, Сопрано10, Ірина Дубцова, Євген Дятлов, Євген Южин, Євген Анегін, Олександр Рубльов, Анна Резнікова. Крім того, Володимир Євзеров і сам виконує свої пісні, співпрацює з Миколою Денисовим, Миколою Зинов'євим, Ігорем Кохановським, Сергієм Алихановым, Юрієм Баладжаровым, Марією Шемяковой, Петром Кузнєцовим та іншими поетами. Крім пісень пише також гімни, посвяти, інші твори.
Володимир Євзеров провів два великих творчих вечора — в лютому 2007 року в Державному театрі оперети і 24 лютого 2014 року в Державному Кремлівському Палаці (продюсер останнього — Хізрі Байтазієв).
У травні 2014 року Президент Російського Фонду миру Леонід Слуцький вручив Володимиру Євзерову «Золоту медаль» РФМ за миротворчу діяльність і благодійність.
Є членом ревізійної комісії Російського Авторського Товариства. Живе і працює в Москві.